# David Di Michele
David Di Michele (Guidonia Montecelio, 6 gennaio 1976) è un allenatore di calcio ed ex calciatore italiano, di ruolo attaccante, tecnico dell'Ugento.
È stato il capocannoniere della Coppa Italia 1999-2000 con 6 reti. Con la maglia del Lecce ha vinto la Coppa Ali della Vittoria (il trofeo assegnato ai vincitori della Serie B) nella stagione 2009-2010.
Era soprannominato re David dai tifosi della Salernitana.

## Biografia
Il 29 giugno 2001 si è sposato con Rosy Scavo, dalla quale aveva già avuto la figlia Rebecca sei mesi prima. Successivamente è diventato padre di Mattia e Mirko.

## Caratteristiche tecniche

### Giocatore
Calciatore in grado di giocare in tutte le posizioni d'attacco, in attività possedeva una grande fantasia di gioco, oltre a un buon dribbling e una discreta velocità combinata a una buona tecnica individuale.

## Carriera

### Giocatore

#### Club

##### Gli inizi
Si forma nelle giovanili della Lodigiani, con cui esordisce a livello professionistico in Serie C1, nella stagione 1993-1994 giocando 7 partite. Nel 1994-1995 gioca 16 partite, nel 1995-1996 gioca 20 partite segnando 6 reti. Nel 1996 viene ingaggiato dal Foggia, in Serie B. Il primo anno segna 6 reti in 36 partite mentre nel 1997-1998 segna 7 reti in 32 presenze e a fine anno il Foggia retrocede in Serie C1. Nel 1998 approda alla Salernitana, con la quale debutta in Serie A il 12 settembre 1998 in Roma-Salernitana (3-1). Colleziona 26 presenze e 3 reti e a fine anno la Salernitana retrocede in Serie B. Nella stagione 1999-2000 segna 23 reti in 36 partite mentre l'anno dopo segna 14 reti in 30 partite.

##### Udinese e Reggina
Nell'agosto 2001 viene acquistato dall'Udinese in Serie A, totalizzando 25 presenze e 5 reti nella stagione 2001-2002. Nel biennio seguente veste la maglia della Reggina, nel 2002-2003 segna 7 reti in 34 partite, nel 2003-2004 gioca 28 partite segnando 8 reti. Torna all'Udinese, nel 2004-2005, gioca 37 partite segnando 15 reti nella sua stagione più prolifica in Serie A ed insieme ad Antonio Di Natale e Vincenzo Iaquinta formò l'attacco che raggiunse una storica qualificazione alla UEFA Champions League; l'anno seguente gioca 16 partite con l'Udinese segnando 3 reti.
Nel novembre 2004, in occasione della partita Lecce-Udinese, con i friulani vittoriosi al termine della partita, Di Michele mise a segno una doppietta ma finì la partita come portiere dopo l'espulsione di Handanovič al 91' per fallo da ultimo uomo su Mirko Vučinić, respingendo proprio il rigore del montenegrino, fissando la gara sul risultato di 4-5.

##### Palermo
Nel gennaio 2006 viene acquistato dal Palermo, nel quale finisce la stagione 2005-2006 giocando 19 partite condite da 7 reti, di cui due all'esordio in maglia rosanero.
Nella stagione seguente, disputando uno splendido girone di andata come tutta la squadra rimanendo in testa alla classifica fino all'undicesima giornata, salvo poi calare di forma nel girone di ritorno, realizza 9 reti in 29 partite. Disputa anche la Coppa UEFA segnando 1 gol in 4 partite.

##### Torino

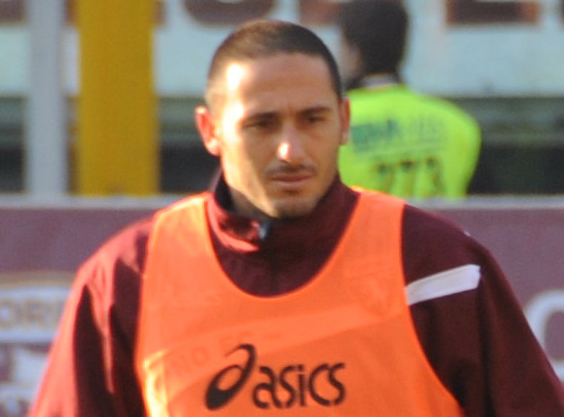
Di Michele in riscaldamento prepartita con il Torino nel 2007

Il 5 luglio 2007 viene acquistato a titolo definitivo dal Torino per 3,8 milioni di euro, quindi il 30 luglio seguente viene squalificato per tre mesi a causa del coinvolgimento nel caso calcioscommesse. Nell'estate del 2012, in un'intervista al La Gazzetta dello Sport, ha dichiarato al riguardo che aveva scommesso 50 euro solo per gioco. Ritorna in campo il 3 novembre in Torino-Milan (0-0) saltando quasi metà campionato. A fine anno avrà collezionato 25 presenze e 6 reti.

##### West Ham Utd

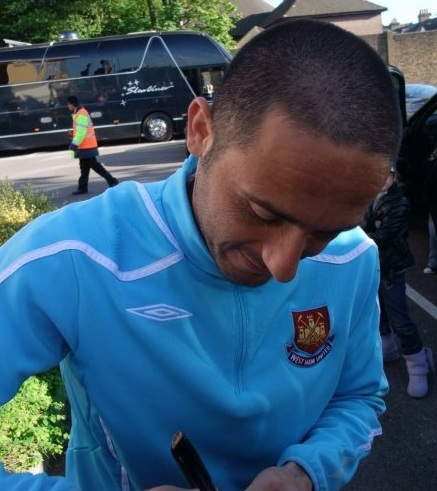
Di Michele firma autografi al West Ham Utd nel 2009

A fine stagione viene ceduto al West Ham Utd con la formula del prestito oneroso con diritto di riscatto.
Debutta in Premier League il 13 settembre 2008 sostituendo l'infortunato Dean Ashton. Il 20 settembre esordisce al Boleyn Ground segnando 2 gol e firmando un assist nella vittoria degli Hammers sul Newcastle per 3-1; la stessa partita ha segnato anche l'esordio di Gianfranco Zola sulla panchina londinese. A fine stagione totalizza 30 presenze e 4 reti. Scaduto il prestito, il giocatore torna in Italia.

##### I ritorni a Torino e Lecce
Dopo la breve parentesi inglese torna al Torino, appena retrocesso in Serie B. Viene nominato capitano dal nuovo allenatore Stefano Colantuono.
Il 1º febbraio 2010 si trasferisce in prestito al Lecce con il compagno di squadra Massimo Loviso. Il 6 febbraio 2010, all'esordio con la nuova maglia, segna il gol del definitivo 4-0 nella partita in trasferta contro il Frosinone. L'allenatore Luigi De Canio lo schiera presto da titolare. Il suo contributo sarà decisivo per la promozione dei giallorossi in Serie A. Terminato il prestito fa ritorno al Torino, ed il 31 agosto 2010, nell'ultimo giorno di calciomercato, trova l'accordo con il Lecce tornando così alla corte di Luigi De Canio.
Il 12 settembre 2010, al nuovo esordio in giallorosso, segna il gol vittoria contro la Fiorentina (1-0) nella seconda giornata di campionato. Il 23 aprile 2011 sigla una doppietta nell'incontro perso a Genova contro il Genoa per 4-2. Durante la stagione commette 3 errori dal dischetto su 3 rigori calciati, chiudendo il campionato con 8 reti in 23 presenze.
Il 24 maggio 2011 il Lecce esercita il diritto di opzione sul rinnovo del contratto del giocatore. Nella stagione 2011-2012 gioca 29 partite in campionato (con 11 reti) e un incontro in Coppa Italia. A fine stagione, prima di svincolarsi a partire dal 1º luglio 2012, si lamenta con la società che vuole ridurgli l'ingaggio, la quale risponde con una precisazione inerente all'accordo economico già raggiunto in precedenza.

##### Chievo
Il 13 luglio 2012 si accorda con il Chievo, che lo tessera a parametro zero. Segna il suo primo e unico gol in ChievoVerona-Sampdoria che vale il definitivo 2-1 per i gialloblù nella settima giornata, con la complicità del portiere doriano Romero. L'11 gennaio 2013 rescinde consensualmente il suo contratto con la squadra di Verona.

##### Il ritorno alla Reggina
Dopo essersi svincolato dal ChievoVerona, Di Michele viene ingaggiato dalla Reggina, in Serie B, squadra nella quale aveva già militato dal 2002 al 2004. Ritorna a siglare una rete in maglia amaranto il 16 febbraio 2013, in occasione della gara vinta per 2-1 contro il Padova. Il 19 marzo 2013 segna una tripletta nella partita vinta 0-3 contro l'Ascoli della 32ª giornata. Nella stagione 2013-2014, viene nominato capitano degli amaranto. A seguito della retrocessione in Lega Pro del Club amaranto, in virtù anche del contratto che lo legava alla società, decide di restare alla Reggina per tentare una rapida risalita in serie B. Tuttavia la Reggina non raggiunge i risultati sperati, anche per i punti di penalizzazione che gli sono stati inflitti durante la stagione. La Reggina chiude il campionato in ultima posizione, ma grazie ad un ricorso vinto per la restituzione di punti, ha la possibilità di disputare i play out contro il Messina, le due partite dei play out vengono vinte dalla Reggina che quindi si salva, ma la società non riuscendo a iscriversi al campionato seguente, si vede svincolare dalla FIGC tutto il parco giocatori, quindi David Di Michele si accasa alla Lupa Roma.

##### Lupa Roma
Il 7 agosto 2015 da svincolato viene acquistato a titolo definitivo dalla Lupa Roma compagine di Lega Pro. Segna il suo primo gol con la Lupa Roma, il suo ultimo tra i professionisti, il 17 ottobre 2015 nella gara di campionato Lupa Roma-Pontedera 2-5.

#### Nazionale
Ha debuttato con la Nazionale il 30 marzo 2005, a 29 anni, schierato dal ct Marcello Lippi nell'amichevole Italia-Islanda (0-0) giocata a Padova.
Nella sua ultima presenza con gli Azzurri, 6 settembre 2006, è stato impiegato dal ct Roberto Donadoni nella partita Francia-Italia (3-1) disputata allo Stade de France di Parigi.
Ha totalizzato 6 presenze in Nazionale.

### Allenatore
Dopo il ritiro David Di Michele intraprende la carriera di collaboratore tecnico della Lupa Roma. Il 18 aprile 2016 la società gli affida la conduzione della squadra, che si trova al penultimo posto in Lega Pro, subentrando a Cucciari.
Confermato anche per la stagione successiva, l'11 ottobre seguente viene esonerato.
L'8 novembre, a seguito di un cambio societario, torna sulla panchina dei capitolini. La squadra retrocede poi in Serie D dopo aver perso i play-out con la Carrarese.
Il 13 giugno 2017 inizia a Coverciano il corso da allenatore professionista categoria UEFA A che abilita ad allenare formazioni giovanili e squadre fino alla Lega Pro e consente anche di fare l'allenatore in seconda in Serie A e B.
Il 12 luglio 2018 viene ufficializzato il suo incarico come allenatore della squadra Under 16 del Frosinone Calcio. Termina la stagione con un quarto posto valevole per l’accesso ai play-off di categoria. La stagione successiva viene confermato alla guida dell'Under 17.
Il 25 ottobre 2022 viene nominato nuovo tecnico della Turris, fermo a metà classifica nel girone C di Serie C con 15 punti dopo 10 partite. Il 23 dicembre seguente, dopo la sconfitta contro la Virtus Francavilla, viene esonerato  avendo raccolto solo 6 punti in 11 partite.
Il 13 luglio 2023 diventa allenatore della Primavera dell'Ascoli. Il 10 ottobre seguente viene sollevato dall'incarico, dopo aver perso le prime cinque partite.
Nell' estate 2025 assume la guida dell' Ugento, squadra pugliese di Eccellenza.

## Statistiche

### Presenze e reti nei club
| Stagione           | Squadra            | Campionato         | Campionato | Campionato | Coppe nazionali | Coppe nazionali | Coppe nazionali | Coppe continentali | Coppe continentali | Coppe continentali | Altre coppe | Altre coppe | Altre coppe | Totale | Totale |
| Stagione           | Squadra            | Comp               | Pres       | Reti       | Comp            | Pres            | Reti            | Comp               | Pres               | Reti               | Comp        | Pres        | Reti        | Pres   | Reti   |
| ------------------ | ------------------ | ------------------ | ---------- | ---------- | --------------- | --------------- | --------------- | ------------------ | ------------------ | ------------------ | ----------- | ----------- | ----------- | ------ | ------ |
| 1993-1994          | Lodigiani          | C1                 | 7          | 0          | CIC             | ?               | ?               | -                  | -                  | -                  | -           | -           | -           | 7+     | 0+     |
| 1994-1995          | Lodigiani          | C1                 | 16         | 0          | CIC             | 1               | 0               | -                  | -                  | -                  | -           | -           | -           | 17     | 0      |
| 1995-1996          | Lodigiani          | C1                 | 20         | 6          | CIC             | ?               | ?               | -                  | -                  | -                  | -           | -           | -           | 20     | 6      |
| Totale Lodigiani   | Totale Lodigiani   | Totale Lodigiani   | 43         | 6          |                 | 1               | 0               |                    | -                  | -                  |             | -           | -           | 44     | 6      |
| 1996-1997          | Foggia             | B                  | 36         | 6          | CI              | 1               | 0               | -                  | -                  | -                  | -           | -           | -           | 37     | 6      |
| 1997-1998          | Foggia             | B                  | 32         | 7          | CI              | 2               | 1               | -                  | -                  | -                  | -           | -           | -           | 34     | 8      |
| Totale Foggia      | Totale Foggia      | Totale Foggia      | 68         | 13         |                 | 3               | 1               |                    | -                  | -                  |             | -           | -           | 71     | 14     |
| 1998-1999          | Salernitana        | A                  | 26         | 3          | CI              | 1               | 0               | -                  | -                  | -                  | -           | -           | -           | 27     | 3      |
| 1999-2000          | Salernitana        | B                  | 36         | 23         | CI              | 4               | 6               | -                  | -                  | -                  | -           | -           | -           | 40     | 29     |
| 2000-2001          | Salernitana        | B                  | 30         | 14         | CI              | 5               | 2               | -                  | -                  | -                  | -           | -           | -           | 35     | 16     |
| Totale Salernitana | Totale Salernitana | Totale Salernitana | 92         | 40         |                 | 10              | 8               |                    | -                  | -                  | -           | -           | -           | 102    | 48     |
| 2001-2002          | Udinese            | A                  | 25         | 5          | CI              | 5               | 4               | -                  | -                  | -                  | -           | -           | -           | 30     | 9      |
| 2002-2003          | Reggina            | A                  | 34+2       | 7          | CI              | 3               | 0               | -                  | -                  | -                  | -           | -           | -           | 39     | 7      |
| 2003-2004          | Reggina            | A                  | 28         | 8          | CI              | 4               | 3               | -                  | -                  | -                  | -           | -           | -           | 32     | 11     |
| 2004-2005          | Udinese            | A                  | 37         | 15         | CI              | 6               | 6               | CU                 | 2                  | 0                  | -           | -           | -           | 45     | 21     |
| 2005-gen. 2006     | Udinese            | A                  | 16         | 3          | CI              | 1               | 0               | UCL                | 6                  | 0                  | -           | -           | -           | 23     | 3      |
| Totale Udinese     | Totale Udinese     | Totale Udinese     | 78         | 23         |                 | 12              | 10              |                    | 8                  | 0                  |             | -           | -           | 98     | 33     |
| gen.-giu. 2006     | Palermo            | A                  | 19         | 7          | CI              | 4               | 0               | CU                 | 0                  | 0                  | -           | -           | -           | 23     | 7      |
| 2006-2007          | Palermo            | A                  | 29         | 9          | CI              | 0               | 0               | CU                 | 4                  | 1                  | -           | -           | -           | 33     | 10     |
| Totale Palermo     | Totale Palermo     | Totale Palermo     | 48         | 16         |                 | 4               | 0               |                    | 4                  | 1                  |             | -           | -           | 56     | 17     |
| 2007-2008          | Torino             | A                  | 25         | 6          | CI              | 1               | 0               | -                  | -                  | -                  | -           | -           | -           | 26     | 6      |
| ago.-set. 2008     | Torino             | A                  | 0          | 0          | CI              | 1               | 1               | -                  | -                  | -                  | -           | -           | -           | 1      | 1      |
| set. 2008-2009     | West Ham Utd       | PL                 | 30         | 4          | FACup+CdL       | 3+1             | 0               | -                  | -                  | -                  | -           | -           | -           | 34     | 4      |
| 2009-feb. 2010     | Torino             | B                  | 18         | 4          | CI              | 1               | 0               | -                  | -                  | -                  | -           | -           | -           | 19     | 4      |
| Totale Torino      | Totale Torino      | Totale Torino      | 43         | 10         |                 | 3               | 1               |                    | -                  | -                  |             | -           | -           | 46     | 11     |
| feb.-giu. 2010     | Lecce              | B                  | 19         | 3          | CI              | -               | -               | -                  | -                  | -                  | -           | -           | -           | 19     | 3      |
| 2010-2011          | Lecce              | A                  | 23         | 8          | CI              | 0               | 0               | -                  | -                  | -                  | -           | -           | -           | 23     | 8      |
| 2011-2012          | Lecce              | A                  | 29         | 11         | CI              | 1               | 0               | -                  | -                  | -                  | -           | -           | -           | 30     | 11     |
| Totale Lecce       | Totale Lecce       | Totale Lecce       | 71         | 22         |                 | 1               | 0               |                    | -                  | -                  |             | -           | -           | 72     | 22     |
| 2012-gen. 2013     | ChievoVerona       | A                  | 11         | 1          | CI              | 2               | 1               | -                  | -                  | -                  | -           | -           | -           | 13     | 2      |
| gen.-giu. 2013     | Reggina            | B                  | 18         | 7          | CI              | -               | -               | -                  | -                  | -                  | -           | -           | -           | 18     | 7      |
| 2013-2014          | Reggina            | B                  | 32         | 8          | CI              | 1               | 0               | -                  | -                  | -                  | -           | -           | -           | 33     | 8      |
| 2014-2015          | Reggina            | LP                 | 17+1       | 4          | CI+CI-LP        | 1+0             | 0               | -                  | -                  | -                  | -           | -           | -           | 19     | 4      |
| Totale Reggina     | Totale Reggina     | Totale Reggina     | 129+3      | 34         |                 | 9               | 3               |                    | -                  | -                  |             | -           | -           | 141    | 37     |
| 2015-2016          | Lupa Roma          | LP                 | 8          | 1          | CI-LP           | -               | -               | -                  | -                  | -                  | -           | -           | -           | 8      | 1      |
| Totale carriera    | Totale carriera    | Totale carriera    | 621+3      | 170        |                 | 49              | 24              |                    | 12                 | 1                  |             | -           | -           | 685    | 195    |

### Cronologia presenze e reti in nazionale
| Cronologia completa delle presenze e delle reti in nazionale ― Italia | Cronologia completa delle presenze e delle reti in nazionale ― Italia | Cronologia completa delle presenze e delle reti in nazionale ― Italia | Cronologia completa delle presenze e delle reti in nazionale ― Italia | Cronologia completa delle presenze e delle reti in nazionale ― Italia | Cronologia completa delle presenze e delle reti in nazionale ― Italia | Cronologia completa delle presenze e delle reti in nazionale ― Italia | Cronologia completa delle presenze e delle reti in nazionale ― Italia |
| Data                                                                  | Città                                                                 | In casa                                                               | Risultato                                                             | Ospiti                                                                | Competizione                                                          | Reti                                                                  | Note                                                                  |
| --------------------------------------------------------------------- | --------------------------------------------------------------------- | --------------------------------------------------------------------- | --------------------------------------------------------------------- | --------------------------------------------------------------------- | --------------------------------------------------------------------- | --------------------------------------------------------------------- | --------------------------------------------------------------------- |
| 30-3-2005                                                             | Padova                                                                | Italia                                                                | 0 – 0                                                                 | Islanda                                                               | Amichevole                                                            | -                                                                     | 46’                                                                   |
| 8-6-2005                                                              | Toronto                                                               | Italia                                                                | 1 – 1                                                                 | Serbia e Montenegro                                                   | Amichevole                                                            | -                                                                     | 67’                                                                   |
| 11-6-2005                                                             | New York                                                              | Italia                                                                | 1 – 1                                                                 | Ecuador                                                               | Amichevole                                                            | -                                                                     | 67’                                                                   |
| 16-8-2006                                                             | Livorno                                                               | Italia                                                                | 0 – 2                                                                 | Croazia                                                               | Amichevole                                                            | -                                                                     | 58’                                                                   |
| 2-9-2006                                                              | Napoli                                                                | Italia                                                                | 1 – 1                                                                 | Lituania                                                              | Qual. Euro 2008                                                       | -                                                                     | 87’                                                                   |
| 6-9-2006                                                              | Parigi                                                                | Francia                                                               | 3 – 1                                                                 | Italia                                                                | Qual. Euro 2008                                                       | -                                                                     | 54’                                                                   |
| Totale                                                                |                                                                       | Presenze                                                              | 6                                                                     |                                                                       | Reti                                                                  | 0                                                                     |                                                                       |

### Statistiche da allenatore
Statistiche aggiornate al 23 dicembre 2022.
| Stagione         | Squadra          | Campionato       | Campionato | Campionato | Campionato | Campionato | Coppe nazionali | Coppe nazionali | Coppe nazionali | Coppe nazionali | Coppe nazionali | Coppe continentali | Coppe continentali | Coppe continentali | Coppe continentali | Coppe continentali | Altre coppe | Altre coppe | Altre coppe | Altre coppe | Altre coppe | Totale | Totale | Totale | Totale | % Vittorie |
| Stagione         | Squadra          | Comp             | G          | V          | N          | P          | Comp            | G               | V               | N               | P               | Comp               | G                  | V                  | N                  | P                  | Comp        | G           | V           | N           | P           | G      | V      | N      | P      | %          |
| ---------------- | ---------------- | ---------------- | ---------- | ---------- | ---------- | ---------- | --------------- | --------------- | --------------- | --------------- | --------------- | ------------------ | ------------------ | ------------------ | ------------------ | ------------------ | ----------- | ----------- | ----------- | ----------- | ----------- | ------ | ------ | ------ | ------ | ---------- |
| apr.-giu. 2016   | Lupa Roma        | LP               | 3+2        | 1+1        | 0          | 2+1        | CI-LP           | -               | -               | -               | -               | -                  | -                  | -                  | -                  | -                  | -           | -           | -           | -           | -           | 5      | 2      | 0      | 3      | 40,00      |
| 2016-2017        | Lupa Roma        | LP               | 22         | 5          | 5          | 12         | CI-LP           | 2               | 1               | 1               | 0               | -                  | -                  | -                  | -                  | -                  | -           | -           | -           | -           | -           | 24     | 6      | 6      | 12     | 25,00      |
| Totale Lupa Roma | Totale Lupa Roma | Totale Lupa Roma | 27         | 7          | 5          | 15         |                 | 2               | 1               | 1               | 0               |                    | -                  | -                  | -                  | -                  |             | -           | -           | -           | -           | 29     | 8      | 6      | 15     | 27,59      |
| ott.-dic. 2022   | Turris           | C                | 11         | 1          | 3          | 7          | CI-C            | 1               | 0               | 0               | 1               | -                  | -                  | -                  | -                  | -                  | -           | -           | -           | -           | -           | 12     | 1      | 3      | 8      | &8,33      |
| Totale carriera  | Totale carriera  | Totale carriera  | 38         | 8          | 8          | 22         |                 | 3               | 1               | 1               | 1               |                    | -                  | -                  | -                  | -                  |             | -           | -           | -           | -           | 41     | 9      | 9      | 23     | 21,95      |

## Palmarès

### Giocatore

#### Club
- Campionato italiano di Serie B: 1

Lecce: 2009-2010

#### Individuale
- Capocannoniere della Coppa Italia: 1

1999-2000 (6 gol)